# Megaselia apophysata
Megaselia apophysata är en tvåvingeart som beskrevs av Schmitz 1940. Megaselia apophysata ingår i släktet Megaselia och familjen puckelflugor. Inga underarter finns listade i Catalogue of Life.